# Кедді (Каліфорнія)
Кедді (англ. Keddie) — переписна місцевість (CDP) в США, в окрузі Плумас штату Каліфорнія. Населення — 51 особа (2020).

## Географія
Кедді розташоване за координатами 40°0′21″ пн. ш. 120°57′9″ зх. д. / 40.00583° пн. ш. 120.95250° зх. д. (40.005919, -120.952502).  За даними Бюро перепису населення США в 2010 році переписна місцевість мала площу 1,67 км², уся площа — суходіл.

## Демографія
Згідно з переписом 2010 року, у переписній місцевості мешкало 66 осіб у 32 домогосподарствах у складі 19 родин. Густота населення становила 39 осіб/км².  Було 65 помешкань (39/км²).
Расовий склад населення:
| - 93,9 % — білих - 3,0 % — чорних або афроамериканців |

До двох чи більше рас належало 3,0 %. Частка іспаномовних становила 0,0 % від усіх жителів.
За віковим діапазоном населення розподілялося таким чином: 10,6 % — особи молодші 18 років, 60,6 % — особи у віці 18—64 років, 28,8 % — особи у віці 65 років та старші. Медіана віку мешканця становила 52,5 року. На 100 осіб жіночої статі у переписній місцевості припадало 100,0 чоловіків;  на 100 жінок у віці від 18 років та старших — 90,3 чоловіків також старших 18 років.
Цивільне працевлаштоване населення становило 35 осіб. Основні галузі зайнятості: освіта, охорона здоров'я та соціальна допомога — 40,0 %, мистецтво, розваги та відпочинок — 28,6 %, фінанси, страхування та нерухомість — 17,1 %, науковці, спеціалісти, менеджери — 14,3 %.